# Ганнібал (селище, Нью-Йорк)
Ганнібал (англ. Hannibal) — селище (англ. village) в США, в окрузі Освіго штату Нью-Йорк. Населення — 535 осіб (2020).

## Географія
Ганнібал розташований за координатами 43°19′10″ пн. ш. 76°34′40″ зх. д. / 43.31944° пн. ш. 76.57778° зх. д. (43.319437, -76.577742).  За даними Бюро перепису населення США в 2010 році селище мало площу 2,98 км², уся площа — суходіл.

## Демографія
Згідно з переписом 2010 року, у селищі мешкало 555 осіб у 216 домогосподарствах у складі 147 родин. Густота населення становила 186 осіб/км².  Було 231 помешкання (77/км²).
Расовий склад населення:
| - 97,8 % — білих - 0,5 % — корінних американців - 0,2 % — азіатів |

До двох чи більше рас належало 1,4 %. Частка іспаномовних становила 0,4 % від усіх жителів.
За віковим діапазоном населення розподілялося таким чином: 24,3 % — особи молодші 18 років, 59,3 % — особи у віці 18—64 років, 16,4 % — особи у віці 65 років та старші. Медіана віку мешканця становила 42,4 року. На 100 осіб жіночої статі у селищі припадало 89,4 чоловіків;  на 100 жінок у віці від 18 років та старших — 93,5 чоловіків також старших 18 років.
Середній дохід на одне домашнє господарство  становив 58 185 доларів США (медіана — 53 542), а середній дохід на одну сім'ю — 63 735 доларів (медіана — 54 338). Медіана доходів становила 44 722 долари для чоловіків та 32 232 долари для жінок. За межею бідності перебувало 13,1 % осіб, у тому числі 15,6 % дітей у віці до 18 років та 4,6 % осіб у віці 65 років та старших.
Цивільне працевлаштоване населення становило 243 особи. Основні галузі зайнятості: роздрібна торгівля — 25,5 %, виробництво — 18,9 %, освіта, охорона здоров'я та соціальна допомога — 18,9 %.